# Браун, Джонни (блюзмен)
Тексас Джонни Браун (англ. Texas Johnny Brown, настоящее имя Джон Райли Браун (англ. John Riley Brown); 22 февраля 1928, Акермен, Миссисипи, США — 1 июля 2013, Хьюстон, Техас, США) — американский блюзовый гитарист и певец. Номинант Blues Music Awards в номинации «Альбом-возвращение» (1999).

## Биография
Джонни Райли Браун родился в  в Акермене, округ Чокто, штат Миссисипи в 1928 году. В детстве он выступал на улицах своего родного города вместе со своим отцом, который ослеп, работая на железной дороге, в это время научился играть на гитаре. В 1946 году семья переехала в Хьюстон, где Браун начал профессиональную музыкальную карьеру в группе под названием Aladdin Chickenshackers, которая регулярно поддерживала Амоса Милберна на гастролях. Также он записывался с Рут Браун в её ранних записях для Atlantic Records. Благодаря этой работе в 1949 году Браун смог записать несколько собственных синглов, на которых его поддерживали Милберн и Aladdin Chickenshackers. После трёх лет военной службы, закончившейся в 1953 году, Браун начал работать с Лайтнином Хопкинсом, а также регулярно выступал с Джуниором Паркером в течение 1950-х годов. С середины 1950-х был постоянным сайдменом в Duke Records и Peacock Records, и часто его участие в записи даже не оговаривалось на обложках пластинок. С конца 1950-х работал с  Бобби Блэндом, и сочинил песню «Two Steps from the Blues», которая стала названием альбома, выпущенного Бобби Блэндом в 1961 году. Затем Браун гастролировал как лид-гитарист Блэнда в 1950-х и начале 1960-х годов.
В 1963 году он оставил активную музыкальную карьеру, начав работать на нескольких дневных работах, включая водителя грузовика, механика, садовника и оператора погрузчика, лишь время от времени выступая в клубах и на джем-сейшнах. Выйдя на пенсию в 1991 году сформировал группу Quality Blues Band, с которой выступал до своей смерти. В 1996 году Браун появился на фестивале блюза в Лонг-Бич и в 1998 году Браун наконец выпустил альбом под своим собственным именем, Nothin’ but the Truth, который включал версию Брауна его песни «Two Steps from the Blues». Альбом был номинирован на премию WC Handy Blues в 1999 году как альбом-возвращение года. С того момента Джонни Браун много гастролировал, как в США, так и за рубежом. 
В сентябре 2001 года Браун был назван блюзовым исполнителем года на фестивале блюза Willie Mae «Big Mama» Thornton, который проходил в Хьюстоне. В январе 2002 года был выпущен второй альбом Брауна, Blues Defender. 
Браун умер от рака печени в своем доме в Хьюстоне, штат Техас, в июле 2013 года в возрасте 85 лет.
«Хотя Браун больше всего известен как исполнитель блюза, джазовая манера исполнения предполагает раннее влияние великого гитариста Чарли Крисчена».
Историк блюза Роджер Вуд называет Брауна «утонченным композитором и поэтом-песенником, а также абсолютным мастером джазово-интонированной, умной, но всегда проникновенной гитары. Он — живое звено между глубокими блюзовыми корнями Миссисипи и свинговыми звуками классического техасского R&B».

## Дискография
| Год  | Название              | Лейбл                 |
| ---- | --------------------- | --------------------- |
| 1998 | Nothin’ but the Truth | Choctaw Creek Records |
| 2002 | Blues Defender        | Choctaw Creek Records |